# Инга Берзиня
Инга Берзиня (на латвийски: Inga Bērziņa) е латвийска политичка, основателка и председателка на регионалната партия „Кулдигски край“, член на Управителния съвет на партийното обединение „Ново единство“. Била е председател на Областната дума на Кулдига (2009 – 2022) и депутат в Сейма на Латвия (2022 – 2023). От 15 септември 2023 г. е министър на опазването на околната среда и регионалното развитие на Латвия.

## Биография
Родена е на 1 август 1963 г. в град Кулдига, Латвийска ССР, СССР. През 1986 г. завършва Географския факултет на Латвийския държавен университет „Пьотр Стучка“ (дн. Латвийски университет) в Рига като учител по география, а през 1997 г. получава магистърска степен по география.
От 1986 до 1994 г. преподава по география в средно училище № 4 в Рига, което през 1990 г. е преименувано на Рижка английска гимназия. От 1994 г. до 1997 г. е учител по география в средно училище „Вилис Плудонис“ № 1 в Кулдига. От 1997 до 2000 г. е преподавател по икономика в Рижката академия по педагогика и образователен мениджмънт (RPIVA). От 2001 до 2002 г. е учител в Центъра за обучение на възрастни в района на Кулдига.
От 1998 до 2000 г. е началник на отдела за регионално развитие на Районния съвет в Кулдига. По време на преброяването на населението в Латвия през 2000 г. тя е заместник-ръководител на окръжната статистическа служба в Кулдига. От 2000 до 2002 г. ръководи общинската Агенция за развитие на Курземе. От 2003 до 2007 г. ръководи общинската Агенция за развитие на Кулдига на Районния съвет в Кулдига. От 2005 до 2006 г. е координатор на Агенцията за развитие на Курземски район.
От 2001 до 2007 г. е заместник-председател на Общинския съвет на Кулдига. От 29 ноември 2007 г. е председател на Общинския съвет на Кулдига. На 27 юли 2009 г. е избрана за председател на Областната дума на Кулдига, като е преизбирана през 2013, 2017 и 2021 г. През юни 2013 г. става член на управителния съвет на Латвийската асоциация на местното самоуправление. На 1 август 2013 г. става председател на Съвета за развитие на региона за планиране Курземе. На 30 април 2015 г. става заместник-председател на Управителния съвет на Асоциацията на центровете за регионално развитие. На 31 октомври 2022 г. тя напуска позициите си в регионалните власти заради избирането ѝ за депутат в Сейма на Латвия.
През 2005 г. е била експерт в разработването на националния план за развитие в Министерството на опазването на околната среда и регионалното развитие на Латвия.
На 13 февруари 2019 г. става съветник на свободна практика на министър-председателя Кришянис Каринш (от „Ново единство“) по въпросите на регионалното развитие. Тя заема тази длъжност до 14 август 2023 г., когато той подава оставка.
На парламентарните избори през 2022 г. е избрана за депутат в Сейма на Латвия. Става заместник-председател на парламентарната група на „Ново единство“ и председател на Комисията по социално-трудови въпроси.
На 15 септември 2023 г. е назначена за министър на опазването на околната среда и регионалното развитие на Латвия в правителството, ръководено от министър-председателя Евика Силиня (от „Ново единство“).